# Davor Zovko
Davor Zovko (Mostar, 28. svibnja 1965.) je hrvatski znanstvenik, pisac, grboslovac, glazbenik i vitez. Živi i djeluje u Švedskoj.

## Životopis
Zovko je rođen i odrastao u Mostaru. Sin je pisca Ivana Zovke (1932. – 1987.) i bivše sportašice Branke r. Šunjić.
Završio je 1984. strojarsku tehničku školu u Mostaru i diplomirao 1989. kao nastavnik jezika i književnosti na Sveučilištu u Mostaru. Magistrirao 2003. društvene znanosti i pedagogiju na Mälardalskom sveučilištu u Švedskoj. Obranio 2017. disertaciju za licencijat na Örebro sveučilištu u Švedskoj (socijalni rad i javna uprava).

### Solo pjevanje
Sredinom osamdesetih Zovko je kao bas bariton počeo studirati solo pjevanje u Glazbenoj školi u Mostaru, najprije kod prof. Jarmile Prpić, a kasnije kod prof. Amire Voljevice i prof Orijane Vozile. Pripreme kod prof. Paše Gackić za njenu redovnu klasu na Akademiji u Sarajevu prekinuo je početak rata. Kao solist Zovko je nastupao između ostalog i u Bosni i Hercegovini, Hrvatskoj, Njemačkoj, Danskoj, Engleskoj i Švedskoj. Publicirao 1998., skupa s američkim pijanistom i svećenikom švedske Luteranske crkve Timothyjem Staytonom, album sa solo pjesmama Ivana pl. Zajca. Svrha ove glazbene produkcije, snimljene u suradnji s Hrvatskom katoličkim misijama u Švedskoj, u švedskom studiju Skyline, producent Bo Edving, bila je između ostalog i predstaviti hrvatsku umjetničku glazbu švedskoj publici. U Zovkinoj pjevačkoj karijeri posebno mjesto zauzimaju humanitarni koncerti koje je je ranije pjevao za pomoć ratom pogođenoj domovini, a kasnije za pomoć kršćanskim školama u Svetoj Zemlji. Za dugogodišnji humanitarni i kulturni rad Zovko je dobio više priznanja.

### Heraldika
Davor Zovko vodi i vlastitu tvrtku za grboslovlje i heraldičku umjetnost i smatra se jednim od najpoznatijih grboslovaca i umjetnika heraldike u Skandinaviji, pa i u svijetu. Komponirao je i veći broj novih grbova za privatne osobe, visoke ckrvene službenike, udruge, poduzeća i druge organizacije te i niz poznatih osoba. Njegove heraldičke slike publicirane su u brojnim grbovnicima, knjigama i člancima. Od 1999. Zovko je član uredništva Skandinavskog grbovnika. Član je i drugih heraldičkih udruga i organizacija. Tvorac je biskupskog grba stockholmskog biskupa kardinala Andersa Arboreliusa, bolivijskog vojnog ordinarija Oscara Aparicija, grba pomoćnog biskupa zagrebačkog Mije Gorskog te brojnih obiteljskih grbova. Osim bogate umjetničke i publicističke produkcije Zovkin heraldički opus obuhvaća i niz predavanja o heraldici i viteškim redovima, uključujući i nekoliko master classes – predavanja za profesionalne heraldičare. Zovkina predavanja slušala je publika u Bosni i Hercegovini, Hrvatskoj, Engleskoj, Danskoj i Švedskoj. Od lipnja 2022. Zovko obnaša dužnost državnog heralda Švedske. Služba postoji od 1734. i Zovko je četrnaesti redovni državni herald.

### Publicistika
Zovkina bibliografija obuhvaća u prvom redu znanstvene knjige i članke ali veliki dio njegova spisateljstva usredotočena je na heraldiku, znanost o grbovima te faleristiku, znanost o nosivim odličjima (ili ekvestriku, kako on u svojoj knjizi sam naziva znanost o viteškim redovima). Zovko piše o brojnim temama iz ovih oblasti, a tema koju obrađuje u svoje dvije knjige te u brojnim člancima je razlika između pravih viteških redova koje dodjeljuju suverene, priznate države i privatnih viteških udruga koje sebe na vlastitu inicijativu nazivaju ”viteškim redovima”. Zovko između ostalog naglašava da pravi viteški redovi uvijek pripadaju državnoj administraciji suverenih država, dok su samostvoreni ”redovi”, koje ne dodjeljuje država, samo privatne udruge poput na primjer klubova ljubitelja knjige, dakle udruge kakve bilo koja skupina punoljetnih građana može osnovati. U tim udrugama građani takoreći, sami sebi dodjeljuju ”titule” koje stoga i nisu prave titule nego su relevantne samo u privatnim prostorijama tih udruga. U svojoj profesionalnoj karijeri Zovko je djelovao između ostalog kao znanstvenik, istražitelj, evaluator, strateg te gostujući sveučilišni profesor. U svom znanstvenom radu Zovko fokusira na evaluaciju, vođenje i razvoj javne uprave.
Godine 2004. Zovko je imenovan vitezom Sv. Groba Jeruzalemskog. Već i prije viteškog imenovanja postao je prvi obredničar toga reda u Švedskoj (2003. – 2007.), a kasnije je obnašao dužnost glasnogovornika (2008. – 2012.) te kancelara (2012. – 2016.). Bio je i prvi kancelar novog, proširenog namjesništva za Švedsku i Dansku (2016. – 2020.).